# Irish League 1907/1908
Osmnáctý ročník Irish League (1. irské fotbalové ligy) se konal za účasti osmy klubů. Titul získal již po deváté ve své klubové historii a obhájce minulé sezony, klub Linfield FC.